# Porządek dziobania
Porządek dziobania – w psychologii oraz socjologii pracy i organizacji to pojęcie charakteryzujące spektrum relacji interpersonalnych mogących zachodzić w konfliktach w zhierarchizowanych grupach i zespołach zadaniowych.
„Porządek dziobania” w potocznym znaczeniu niesie przekaz informacyjny o tym, że im wyżej się ktoś znajduje w strukturze organizacyjnej, tym mniejsze prawdopodobieństwo doświadczenia agresji ze strony współpracowników. Wniosek ten wywodzi się z badań, jakie norweski zoolog Thorleif Schjelderup-Ebbe przeprowadził w kurniku na stadzie kur, którym przyporządkował indywidualne nazwy.
Obserwacje zachodzących między nimi sytuacji kryzysowych wykazały, że im kura znajduje się niżej w hierarchii stada, tym częściej jest dziobana, gdyż dziobią ją kury znajdujące się wyżej od niej w hierarchii stada. Jednocześnie im kura znajduje się wyżej w hierarchii stada, tym częściej dziobie inne, tzn. dziobane są przez nią kury znajdujące się niżej od niej.